# Абдулла Сані Омар
Абдулла Сані Омар (Abdulla Sani Omar) — малайзійський дипломат. Надзвичайний і Повноважний Посол Малайзії в Україні (2008—2011).

## Життєпис
У 1998—2000 — Генеральний консул Малайзії в Давао, Республіка Філіппіни.
З січня 2008 — січень 2011 — Надзвичайний і Повноважний Посол Малайзії в Україні.
30 січня 2008 року — вручив вірчі грамоти Президенту України Віктору Ющенку.
З березня 2011 — 20 березня 2013 — Надзвичайний і Повноважний Посол Малайзії в Брунеї Даруссала́м
23 березня 2011 року — вручив вірчі грамоти Султану Хассанал Болкіаху.